# Studentenverbindungen in Polen
Im 19. Jahrhundert entstanden an vielen deutschsprachigen Universitäten im polnischen Ausland die ersten polnischen Studentenverbindungen (polnisch: korporacja akademicka).

## Geschichte

### Gründungsjahre

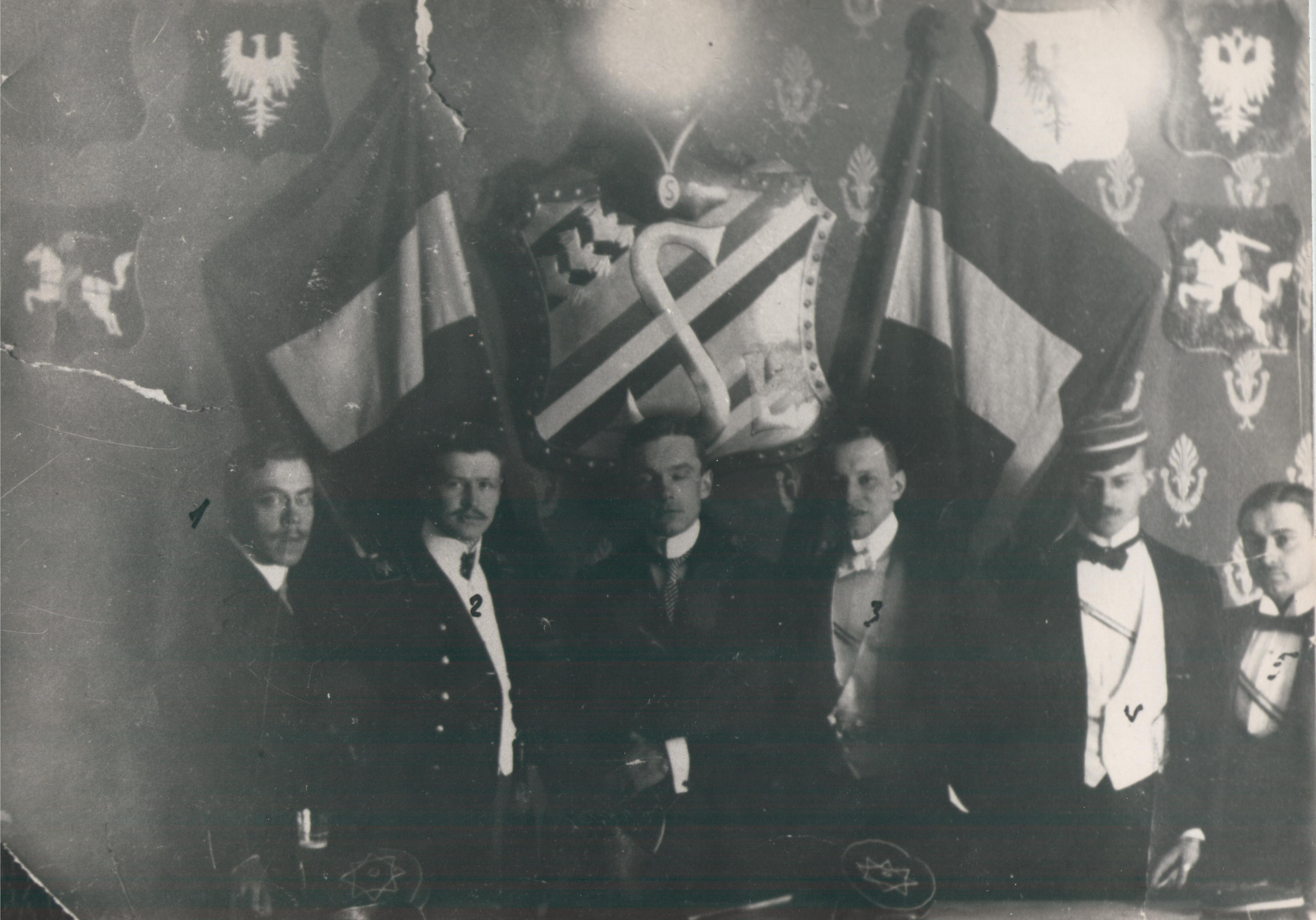
Mitglieder der Sarmatia (1910 – noch in St. Petersburg)

Die ersten polnischen Studentenverbindungen wurden in der ersten Hälfte des 19. Jahrhunderts an deutschsprachigen Universitäten im außerpolnischen Ausland gegründet, insbesondere im Baltikum und in Preußen. Nach der Wiedergeburt eines unabhängigen polnischen Staates verlegten diese Verbindungen ihren Sitz in das befreite Mutterland und verschrieben sich der Wacht über einen elitären Nationalstaatgedanken. Vor dem Hintergrund ebenfalls national ausgerichteter Studentenverbindungen anderer Völker, kam es daher gerade an ethnisch gemischten Universitäten zu Konflikten zwischen Korporationen. So kam es an der Technischen Universität in der Freien Stadt Danzig wiederholt zu persönlichen Partien zwischen polnischen und deutschen Verbindungsstudenten vor dem Hintergrund der nationalen Spannungen in der Stadt.

### Zweiter Weltkrieg

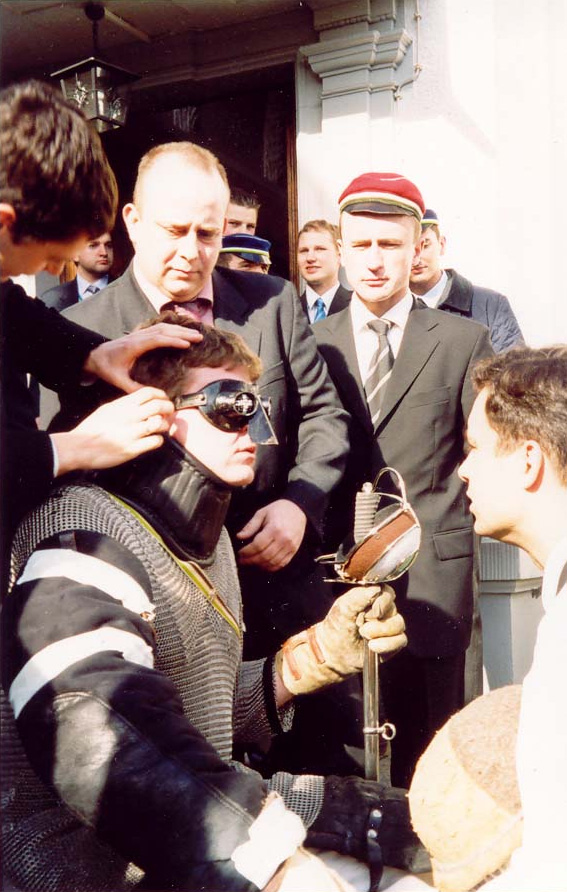
Vorbereitung eines Paukanten der Korporacja Akademicka Sarmatia für eine Mensur

Die 1939 durch den Zweiten Weltkrieg abgebrochene Tradition, die wegen des Korporationsverbotes unter den Kommunisten nach dem Krieg nicht wieder aufleben konnte, wurde von den Altherrenschaften über die Zeiten des Nationalsozialismus und Sowjetkommunismus gerettet. Seit 1988 gibt es Reaktivierungen und Neugründungen in ganz Polen.
Die polnischen akademischen Korporationen stehen in ihrem Brauchtum den deutschen und den baltischen Verbindungen sehr nahe. Es hat aber nicht die Aufteilung in nationalbewusste Burschenschaften, religiös ausgerichtete CV-Verbindungen, sowie die weder politisch noch religiös ausgerichteten Corps stattgefunden.

### Seit 2000
Gute Beziehungen bestehen auch zu den baltischen Korporationen. Darum fand auch der 48. Gesamtbaltische Völkerkommers vom 13. bis 15. Mai 2011 erstmals in Polen, in Warschau, statt. Hintergrund des für dieses Jahr gewählten Veranstaltungsortes ist, dass es in Polen heute noch drei aktive Korporationen gibt, die in Dorpat bzw. in Riga als Korporationen nach deutschem Vorbild gegründet wurden, nämlich die Konwent Polonia (1828), die Arkonia (1879) und die Welecja (1883). Alle drei Korporationen waren ebenso wie die deutschen, lettischen und estnischen Korporationen Mitglieder des Chargierten-Conventes und somit dessen Comment verpflichtet. Diese Korporationen haben nach dem Ersten Weltkrieg ihren Sitz vom Baltikum nach Polen verlegt und dort ihre alten Traditionen zu einem großen Teil bewahren können.

## Aktive Verbindungen

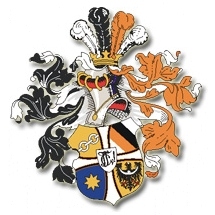
Wappen der A.V. Salia-Silesia Gleiwitz

### Aktive deutsche Verbindungen
Von polnischen Verbindungen sind diejenigen deutschen Verbindungen zu unterscheiden, die lediglich auf (jetzigem oder schon damaligen) polnischen Territorium gegründet wurden. Zu erwähnen sind:
- AV Salia-Silesia zu Gleiwitz im CV, gegründet am 7. April 1992[2][3][4][5][6]
- Verband der Vereine Deutscher Hochschüler (VVDH)
  - VDH Ratibor, 1999, farbenführend: schwarz-gelb-blau, gemischte Verbindung mit Ziel „Pflege deutscher Sprache und Kultur“, sie bezeichnen sich als Bundesschwestern bzw. Bundesbrüder
  - VDH Oppeln, Gründungsfest im Mai 2003 im oberschlesischen Lubowitz (Łubowice), nachdem sie in 2002 auf den VDH Ratibor aufmerksam wurden, Struktur und Farben von VDH Ratibor übernommen

### Aktive polnische Verbindungen
Es handelt sich um genuin polnische Gründungen, deren älteste noch in einem von deutschen Korporationen mitgeprägten akademischen Umfeld stattfanden.
... gegründet in→verlegt nach ...
- Konwent Polonia, gegründet 1828, Dorpat→Wilna→Zoppot
- Arkonia, gegründet 1879, Riga→Warschau
- Welecja, gegründet 1883, Riga→Warschau
- Lechicja, gegründet 1897, Dorpat→Warschau
- Sarmatia, gegründet 1908, Sankt Petersburg→Warschau
- Jagiellonia, gegründet 1910 Wien→Warschau→Lodz
- ZAG Wisła, gegründet 1913, Danzig→Danzig
- Aquilonia, gegründet 1915, Warschau→Warschau
- Kujawja, gegründet 1919, Bromberg→Thorn
- Lechia, gegründet 1920, Posen
- Magna Polonia, gegründet 1920, Posen, katholische Verbindung[7]
- Surma, gegründet 1921, Posen, katholische Verbindung
- Chrobria, gegründet 1921, Posen→Posen
- Baltia, gegründet 1921, Posen→Posen
- Respublica, gegründet 1922, Warschau→Warschau
- Batoria, gegründet 1922, Wilna→Thorn
- Concordia, gegründet 1923, Lublin→Lublin
- Corolla, gegründet 1923, Krakau→Krakau
- Arcadia, gegründet 1924, Krakau→Krakau
- Masovia, gegründet 1924, Posen, katholische Verbindung
- Hermesia, gegründet 1926, Posen→Posen
- Cresovia Leopoliensis, gegründet 1927, Lemberg→Breslau
- Roma, gegründet 1927, Posen, katholische Verbindung
- Lauda, gegründet 1928, Kaunas→Danzig
- Slavia, gegründet 1931, Lemberg→Breslau
- Magna Polonia Vratislaviensis, gegründet 1993, Breslau
- Astrea Lublinensis, gegründet 2013 Lublin
- Akropolia Cracoviensis, gegründet 2013 Krakau
- Ventusia, gegründet 2017 Stettin

## Suspendierte und erloschene Verbindungen
- Verband der Vereine Deutscher Hochschüler (VVDH)
  - VDH Lemberg, gegründet 1922, Wahlspruch: „Treu dem Volke, treu der Heimat“, farbentragend (Band: blau-rot-gold, schwarze Tuchmütze)
  - VDH Posen, gegründet am 6. März 1925, farbenführend (Zipfel: grün-weiß-gold)
  - VDH Krakau, gegründet am 11. November 1925, Wahlspruch: „Für Volkstum und Heimat“, farbentragend (Band: weiß-grün-gold, keine Mütze)
  - VDH Warschau, gegründet am 23. September 1926, Wahlspruch: „Deutsche Art, treu bewahrt“, an 1928 farbentragend (Band: schwarz-silber-grün, schwarze Mütze), bedingte Satisfaktion
  - „Firmitas“, Landsmannschaft Deutscher Studierender Polens in Danzig, gegründet am 30. November 1922, farbenführend (Zipfel: blau-gold-rot)
  - Verein Deutscher Hochschüler Wilna Gegründet 1930. Der VDH Wilna wurde vom VVDH anerkannt, war aber kein Mitglied des Verbandes.